# Studio 4°C
K.K. Studio 4°C (jap. 株式会社スタジオよんどしい, Kabushiki-gaisha Sutajio Yon-doshii, engl. Studio 4°C Co., Ltd.) ist ein japanisches Anime-Studio mit Sitz in Musashino.
Es wurde 1986 von Eiko Tanaka (Präsidentin und Chef-Produzentin), Kōji Morimoto (Regisseur) und Yoshiharu Sato (Chef-Animator) gegründet. Seinen Namen verdankt es der Anomalie des Wassers: Die Tatsache, dass Wasser bei etwa 4°C seine höchste Dichte besitzt, ist eine Anspielung, dass das Studio in seinen Werken möglichst viele Ideen konzentrieren will.
Obwohl bereits 1986 gegründet, kam das erste Werk Memories erst im Jahre 1995 heraus. Grund hierfür war, dass wichtige Mitglieder des Studios zunächst noch in Projekten anderer Studios eingebunden waren; Eiko Tanaka war beispielsweise Produzentin von Mein Nachbar Totoro und Kikis kleiner Lieferservice bei Studio Ghibli.
Mit 60 festangestellten Mitarbeitern (Stand: Mai 2005) zählt Studio 4°C zu den kleinen Studios, was sicherlich auch an der für die Branche außergewöhnlichen Philosophie liegt, den Regisseuren und Animatoren viel künstlerischen Freiraum zu lassen, damit diese persönliche Werke schaffen können. Diese Firmenphilosophie erschwert das Finden von Geldgebern auf dem stark umkämpften Anime-Markt, da die Arbeiten häufig nicht massentauglich sind. Auf der anderen Seite konnten sie mit ihren Arbeiten aber zum Beispiel das Interesse der Wachowski-Schwestern wecken, die dem Studio die Produktion von fünf der neun Animatrix-Kurzfilme übertrugen. Weitere Beispiele für die Zusammenarbeit mit namhaften Künstlern sind der Videoclip zum Lied Extra von Ken Ishii und der Film Steamboy von Katsuhiro Ōtomo, für den ein Großteil der Animationen bei Studio 4°C entstand.

## Werke

### Filme
- 1995: Memories
- 1997: Onkyō Seimeitai Noiseman
- 1998: Spriggan
- 2001: Arete-hime
- 2004: Mind Game
- 2006: Tekkon Kinkreet
- 2007: Genius Party
- 2008: Genius Party Beyond
- 2010: Honey Tokyo
- 2012: Berserk – Das Goldene Zeitalter I
- 2012: Berserk – Das Goldene Zeitalter II
- 2013: Berserk – Das Goldene Zeitalter III
- 2015: Harmony

### Original Video Animations
- 1995: Extra
- 1997: Eikyū Kazoku
- 2001: Digital Juice
- 2002: Grasshoppa!
- 2002: Higan
- 2003: Beyond
- 2003: Detective Story
- 2004: Kimagure Robot
- 2006: Amazing Nuts!
- 2006: Garakuta no Machi
- 2007: Deep Imagination – Sōzō Suru Idenshi-tachi
- 2007: Mahō Shōjo Tai Arusu: The Adventure
- 2008: Detroit Metal City
- 2009: First Squad – The Moment Of Truth
- 2010: Halo Legends

### Weitere Anime-Produktionen
- 2000: Uraroji Diamond (Fernsehserie)
- 2001: Piroppo (Fernsehserie)
- 2004: Mahō Shōjo Tai Arusu (Fernsehserie)
- 2007: Baby Blue (Kurzfilm)
- 2007: Deathtic 4 (Kurzfilm)
- 2007: Door Chime (Kurzfilm)
- 2008: Gala (Kurzfilm)
- 2017: Sentai Heroes Sukiyaki Force: Gunma no Heiwa o Negau Season (Fernsehserie)

### Musikvideos
- 1996: Ken Ishii – Extra (Regie: Kōji Morimoto)
- 1998: The Bluetones – Four Day Weekend (Regie: Kōji Morimoto)
- 1999: Glay – Survival (Regie: Kōji Morimoto)
- 2002: Ayumi Hamasaki – Connected (Co-Produktion mit Kamikaze Douga)
- 2005: Ligalize – Perwy otrjad (Первый отряд)
- 2006: Hikaru Utada – Passion
- 2006: Eri Nobuchika – Yume no Kakera (夢のかけら)